# Nieman Fellowship
Das Stipendium Nieman Fellowship wurde 1939 durch die US-amerikanische Stiftung The Nieman Fellowship an der Harvard University in Cambridge (Massachusetts) eingerichtet. Das einjährige Stipendium soll den Begünstigten, das sind Reporter, Redakteure, Fotografen, Kolumnisten, Karikaturisten und Internet-Fachleute, die Möglichkeit geben, ihre Fähigkeiten zu erweitern und über ihre beruflichen Fähigkeiten nachzudenken.

## Organisation des Stipendiums
Die Stipendiaten sind an der Harvard University im Lippmann House untergebracht. Während des Jahres an der Universität nehmen sie an Lehrveranstaltungen teil, besuchen jedoch auch Seminare der Stiftung. Diese sieht ihre Aufgabe unter anderem darin, dass die 25 bis 30 Stipendiaten nach Rückkehr auf ihre Posten durch die in Harvard und den USA gemachten Erfahrungen ihren Beruf mit erneutem Elan und neuen Betrachtungsweisen ausführen können.
Die Zahl der jährlich unter den eingegangenen Bewerbungen ausgewählten Stipendiaten beträgt zwischen 25 und 30 Personen, von denen etwa die Hälfte US-Amerikaner und die andere Hälfte Ausländer sind.

## Bekannte Stipendiaten
- 1963: François Sully (1927/28–1971), französischer Fotograf und Journalist[1]
- 1995: Gwen Lister (* 1953), namibische Journalistin
- 2003: Masha Gessen (* 1967), bekannt durch Publikationen zum gegenwärtigen Russland
- 2007: Anja Niedringhaus (1965–2014), deutsche Fotografin[2]
- 2014: Laurie Penny (* 1986), britische Journalistin[3]
- 2017: Georg Diez (* 1969), deutscher Journalist und Buchautor[4]
- 2026: Daniel Drepper (* 1986), deutscher Investigativjournalist[5]